# Tricolia thalassicola
Tricolia thalassicola är en snäckart som beskrevs av Robertson 1958. Tricolia thalassicola ingår i släktet Tricolia och familjen Tricoliidae. Inga underarter finns listade i Catalogue of Life.